# Pangio mariarum
Pangio mariarum är en fiskart som först beskrevs av Robert F. Inger och Chin 1962.  Pangio mariarum ingår i släktet Pangio och familjen nissögefiskar. Inga underarter finns listade i Catalogue of Life.